# وكالة الاتحاد الأوروبي لتعاون منظمي الطاقة
وكالة الاتحاد الأوروبي لتعاون منظمي الطاقة European Union Agency for the Cooperation of Energy Regulators ( ACER ) هي وكالة تابعة للاتحاد الأوروبي من قبل الحزمة الثالثة للطاقة في عام 2009. تأسست في عام 2010 ويقع مقرها في ليوبليانا في سلوفينيا. في 6 مايو، عين المجلس الإداري ألبرتو بوتشنيج كأول مدير لها. من خلال اتخاذ قرار بشأن مديرها ورؤسائها، اتخذت وكالة الاتحاد الأوروبي لتعاون منظمي الطاقة خطوة إلى الأمام نحو أن تصبح عاملة بشكل كامل. في 1 يناير 2020، تم تعيين كريستيان بيلجارد زنجلرسن في منصب المدير الثاني لشركة ACER. تن سبب إنشاء الوكالة هو اللائحة رقم 713/2009 الصادرة عن البرلمان الأوروبي ومجلس الاتحاد الأوروبي في 13 يوليو 2009. تصف اللائحة المنشأة والوضع القانوني والمهام والتنظيم والأحكام المالية.
أن وكالة الاتحاد الأوروبي لتعاون منظمي الطاقة هي المنظمة الحكومية الدولية الثانية التي يقع مقرها الرئيسي في سلوفينيا. الأول كان المركز الدولي لترويج المؤسسات (ICPE).

## المهام
- التكملة وتنسيق عمل السلطات التنظيمية الوطنية،
- تشارك في إنشاء قواعد الشبكة الأوروبية،
- تتخذ في ظل ظروف معينة، قرارات فردية ملزمة بشأن شروط وأحكام الوصول والأمن التشغيلي للبنية التحتية عبر الحدود،
- تقدم الوكالة المشورة بشأن مختلف القضايا المتعلقة بالطاقة للمؤسسات الأوروبية، و
- تراقب ويبلغ عن التطورات في أسواق الطاقة الأوروبية، في المقام الأول على إطار اللوائح بشأن النزاهة والشفافية في سوق الطاقة بالجملة (REMIT)

قامت الوكالة بتحديث إرشادات REMIT في مايو 2021.

## روابط خارجية
- الموقع الرسمي